# 드리프트 주행

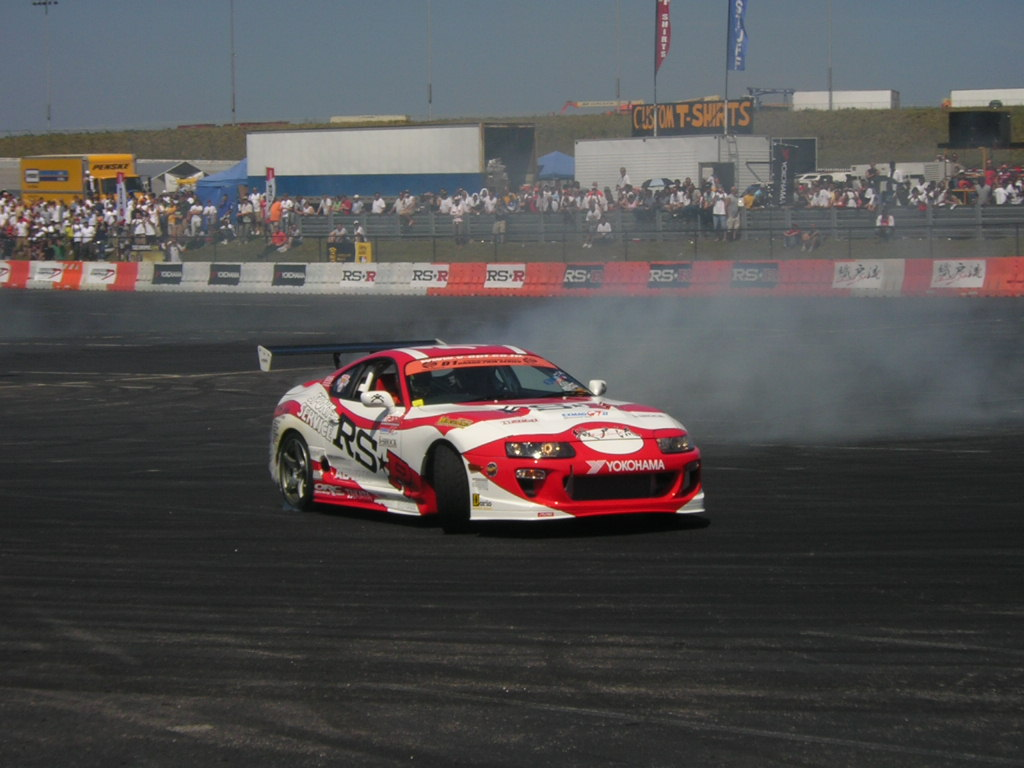
2005년, 조지아주의 커머스에서 드리프트 시범을 선보이는 도요타 수프라

드리프트 주행이란 코너에서 높은 탈출속도(exit speed)를 유지하기 위해 운전자가 자동차의 컨트롤을 유지하면서 의도적으로 뒷바퀴를 미끌리게 하여 과조향상태(오버스티어)를 유발하여 코너를 통과하는 기술이다. 코너링하기 직전 뒷타이어의 슬립앵글(slip angle, 미끄러짐각)이 앞 타이어의 슬립앵글보다 크고 앞바퀴의 방향이 회전 방향과 반대 (즉, 왼쪽으로 코너링하는 경우 앞바퀴는 오른쪽으로 향함)일 때, 그리고 운전자가 이런 요소들을 컨트롤할 때 드리프트를 할 수 있다. 인기 있는 스포츠의 하나로서 프로 드리프트 대회가 세계적으로 열리고 있다. 드리프트 레이싱이란 운전자가 드리프트 상태를 유지하면서 코스를 주행하는 것을 겨루는 경기이다.

## 개요

리프트오프(Lift-off)와 클러치킥(Clutch-kick) 기술 간의 비교.

드리프트 기술은 레이싱을 전문으로 하는 운전자들이 구사하는 차량 제어 기술이다. 운전자의 급격한 제동 또는 조향과 같은 한계 주행 상황에서 타이어에 과도한 힘이 발생하였을 때 타이어는 차량에 작용하는 힘을 더 이상 버티지 못하고 미끄러지게 된다. 특히, 고속 선회(旋回) 시 차량의 앞바퀴가 먼저 접지력을 잃고 미끄러지는 경우, 즉 선회를 시도함에도 불구하고 앞바퀴가 직진하는 경우를 이러한 현상을 언더스티어(understeer)라고 하며, 운전자가 의도한 것보다 더 큰 반경으로 선회를 하게 된다. 반대로 선회 상황에서 뒷바퀴가 먼저 접지력을 잃고 미끄러지는 경우, 차량은 운전자가 원하고자 했던 선회 각보다 더 많은 회전을 하게 되고, 이를 오버스티어(oversteer)라고 한다. 이때 차량은 운전자가 의도한 것보다 더 작은 회전 반경으로 선회하게 된다. 일반적으로 전륜구동 차량은 언더스티어, 후륜구동 차량은 오버스티어 현상을 나타낸다.
일반적인 주행에서는 선회할 때 주행방향과 바퀴의 방향이 같은 순조향(Normal steering)을 사용한다. 그러나 오버스티어 현상이 발생할 경우, 운전자는 의도적으로 조향각을 진행 방향과 반대로 조작하는 카운터 스티어링(역조향, Counter steering) 기술을 사용하여 차량에 작용하는 회전 각속도를 감소시킬 수 있어야 정상 선회 상태로 돌아올 수 있다. 이러한 조작은 차량 역학에 대한 높은 수준의 이해가 필요하고 정확한 타이밍과 기술이 필요하기 때문에 전문적인 훈련을 필요로 한다. 드리프트 주행이란 차량이 오버스티어 상태로 진입했을 때, 회전 각속도를 계속 유지하며 오버스티어 상태로 계속 주행을 하는 것이다. 온로드(Onroad) 레이싱에서는 주행 중 발생할 수 있는 오버스티어 현상에 의해 차량이 회전을 하려 할 때 이를 막고자 사용되는 기술이다. 그리고, WRC와 같은 오프로드 경기에서는 미끄러운 노면 상황에서 차량의 횡방향 미끄러짐을 제어하거나 급선회 구간을 빠른 속도로 통과를 위해 고의로 차량의 횡방향 미끄러짐을 유발시켜 주행한다.
보통 드리프트 주행을 전문으로 즐기는 이들은 효과적인 드리프트 효과를 내기 위해 우천시 타이어가 노면에서 잘 미끄러진다는 습성을 이용한다. 드리프트를 즐기는 차량은 스포츠카 형태를 띠면서도 타이어는 편평비가 낮고, 휠 사이즈 대비 17~20인치를 주로 적용하여 드리프트 주행을 한다. 드리프트 주행 시에는 타이어가 노면과의 지속적인 마찰로 인하여 타이어의 표면 온도가 상승하고 타이어가 빨리 마모되는 단점이 있다. 빗길이나 눈길 등 노면 상태가 미끄러운 경우라면 일반적인 주행 차량으로도 드리프트 주행을 구사할 수 있다. 일반적으로 드리프트 주행은 후륜구동 차량을 많이 사용하나, 전륜구동 차량으로 선회 시 브레이크를 밟는 등의 조작으로 차량의 무게 중심을 급격히 앞쪽으로 이동시켜 뒷바퀴의 접지력을 순간적으로 사라지게 하여 오버스티어를 발생시킬 수도 있다. 실제로 2014년 KSF 기아 K3 쿱 레이스에서 이원일 선수가 전륜구동 차량인 기아 K3으로 드리프트 주행을 구사하기도 하였다.

## 역사

### 탄생 - 일본
일본 투어 자동차 챔피언십에서 인기있는 레이싱 기술로서 시작된 근대적 드리프트 기술은 30년 이상의 역사를 갖고 있다. 전설적인 모터스포츠 드라이버인 다카하시 쿠니미츠가 1970년대에 최초로 드리프트 기술을 창시하였다. 그는 코너의 안쪽 정점 (apex) 을 향해 빠른 속도로 진입한 다음 빠른 속도를 유지하면서 코너를 따라 드리프트해 나가는 것으로 유명했다. 이 기술로 그는 다수의 챔피온쉽에서 우승했고 연기를 뿜는 타이어가 보여주는 장관을 즐기는 팬들이 그를 따르게 된다.
1960년대에서 1980년대 사이의 bias ply 레이싱 타이어들은 큰 슬립앵글을 이용하는 운전 스타일에 맞추어져 있었다. 일본의 프로 레이서들이 이런 스타일로 운전하였기 때문에 스트리트 레이서들도 같은 식을 따랐다.
드리프트 킹이라고 알려져있는 츠치야 케이치는 타카하시의 드리프트 테크닉에 특별한 관심을 갖게 되었다. 츠치야는 고갯길을 달리면서 드리프트 기술을 연마하였는데, 레이싱 동호인들 사이에서 빠르게 명성을 얻어갔다. 1987년 몇몇 자동차 잡지와 튜닝업체들이 츠치야의 드리프트 기술을 비디오에 담기로 했다.그 비디오는 크게 인기가 상승했고, 오늘날 서킷에서 활약하는 많은 드리프트 드라이버들에게 영감을 주었다. 1988년, 옵션 매거진의 설립자와 편집장 다이지로 이나다와 함께 그는 D1 그랑프리라고 하는 초창기 드리프트 전문 이벤트 중 하나를 기획했다. 그는 또한 일본의 츠쿠바 서킷에서 모든 턴을 드리프트로 달리기도 했다. 그의 드리프트 주행은 만화 이니셜 D에서도 잘 드러난다. 이니셜 D가 그의 일대기를 바탕으로 만들어졌기 때문이다.

### 수용
일본 밖에서 있었던 가장 오래된 드리프트 이벤트 중 하나가 1996년에 미국 캘리포니아의 윌로 스프링스에 있는 윌로 스프링스 레이스웨이에서 일본의 드리프트 잡지이자 협회인 옵션 매거진의 주최로 열렸다. D1 그랑프리의 설립자인 이나다, 켄지 오카자키, 그리고 잡지사가 일본에서 공수해온 닛산 180SX로 시범을 보이기도 한 케이치 츠치야가 라이스 밀렌과 브라이언 노리스와 함께 심사위원으로 참석했다. 이를 계기로 드리프트는 미국, 호주, 유럽의 모터스포츠계에서 엄청난 인기를 끌게 된다. 유럽에서 열린 첫 드리프팅 경기 중 하나가 2002년에 Option Motorsport라는 튜닝업체가 운영하는 '터르 웨스턴'의 OPT 드리프트 클럽 주최로 열렸다. 이 클럽은 D1UK라는 챔피온쉽을 열었는데 훗날 오토글림 드리프트 챔피언십으로 개명한다. 법적인 문제로 이름에서 '옵션'과 D1을 사용할 수 없었기 때문이다. 이 클럽은 현재 국제 D1 그랑프리 프렌차이즈로 흡수되었다.

### 오늘날
드리프트는 운전자들이 후륜구동이나 사륜구동의 차를 타고 심사위원들로부터 여러 가지 요인에 대해 점수를 얻는 방식의 스포츠 경기로 발전하였다. 최고의 대회로 일컬어지는 일본의 D1 그랑프리가 오늘날 미국 시리즈와 함께 이 스포츠를 개척하였다. 말레이시아와 호주의 다른 경기들과 유럽의 Pro-drift, 영국의 BDC, 방글라데시의 URC, 이탈리아의 SUPERDRIFT, 미국의 포뮬라 D, 유럽의 King of Europe Drift Series, 캐나다의 Drift Mania, 뉴질랜드의 NZ Drift Series, 한국타이어가 주최했었던 DDGT. 대표적인 한국의 드리프트 선수로는 카자마콴(권용기) 등이 있다.
최근에는 미국의 스탠포드 대학에서 드리프트 주행이 가능한 자율주행차를 개발하기도 하였다.

## 공도
공도 상에서 드리프트 주행을 구사할 경우 심한 소음 발생과 도로 파손, 교통상의 위험을 유발할 수 있으며 이는 난폭운전으로 처벌받을 수 있다. 난폭운전을 연달아 하거나 하나의 행위를 지속해 위험을 유발한 경우 1년 이하의 징역 또는 500만원 이하의 벌금으로 처벌될 수 있으며, 난폭운전으로 구속되면 면허가 취소된다. 실제로 도로에서 드리프트 주행 연습을 하다가 난폭운전, 도로교통법 위반 혐의로 검거된 운전자들도 있다. 또한, 숙련되지 않은 일반 운전자들이 제대로 된 교육 없이 드리프트 기술을 구사할 경우 전복 등의 사고가 발생할 수도 있다. 그러므로 드리프트 주행을 하고 싶다면 현대자동차의 드라이빙 익스퍼리언스(Driving experience)와 같은 프로그램에서 전문적인 강사의 지도를 받아야 한다.